# Adriano d'Orléans
Adriano, chiamato anche Adrien, (... – prima del novembre 821) fu conte d'Orléans, all'inizio del IX secolo, fino all'821.

## Origine
Figlio del conte Geroldo I di Vintzgau(dopo il 1º luglio 784-798) i cui ascendenti non sono noti e della pronipote di Goffredo (?-706) duca d'Alemannia, Imma o Emma d'Alemannia (?-798), la cui genealogia ci è pervenuta tramite la Vita Hludowici Imperatoris di Thegano dove risulta che fu madre anche di Ildegarda, la seconda (o terza) moglie del re dei Franchi e futuro imperatore, Carlomagno. Adriano quindi era cognato di Carlomagno. Ebbe inoltre come fratelli Enrico del Friuli e Geroldo, prefetto di Baviera.

## Biografia
Secondo il Codex Laureshamensis Adriano era già adulto nel venticinquesimo anno di regno di Carlomagno; infatti nel luglio 793, aveva fatto una donazione in favore dell'anima del suo fratello defunto, Erbio.
Fu un conte palatino e divenne il primo conte d'Orléans.
Si sa che morì prima del 21 novembre 821, in quanto la moglie Waldrada ed il figlio, Oddone, in quella data fecero una donazione in memoria della sua anima.

## Matrimonio e discendenza
Adriano sposò Waldrada (?-dopo il 15 febbraio 824, data in cui Waldrada ed il figlio, Oddone fecero una donazione in memoria dell'anima di Adriano), che come suggerisce lo storico francese, Christian Settipani, nel suo La Noblesse du Midi Carolingien, era figlia di Alleaume o Adalelmo (figlio del conte, Teodorico I d'Autun), che ad Adriano, diede due figli:
- Oddone (770/780-giugno 834), che divenne conte d'Orleans[8].
- Wiltrude ( – dopo l'834[9]), che nell'808, sposò il conte di Worms, Roberto III[9] (?-prima del 19 febbraio 834[10]), della famiglia dei Robertingi.

## Ascendenza
|                     |          |          | Genitori |  |  | Nonni |  |  | Bisnonni |  |  | Trisnonni |  |
|                     |          |          |          |  |  |       |  |  | …        |  |  | …         |  |
|                     |          |          |          |  |  |       |  |  | …        |  |  | …         |  |
|                     |          | …        |          |  |  |       |  |  | …        |  |  |           |  |
| …                   |          |          |          |  |  |       |  |  | …        |  |  |           |  |
|                     |          | …        | …        |  |  |       |  |  |          |  |  |           |  |
|                     |          | …        | …        |  |  |       |  |  |          |  |  |           |  |
|                     |          | …        | …        |  |  |       |  |  |          |  |  |           |  |
| Geroldo di Vintzgau |          | …        |          |  |  |       |  |  |          |  |  |           |  |
|                     |          | …        | …        |  |  |       |  |  |          |  |  |           |  |
|                     |          | …        | …        |  |  |       |  |  |          |  |  |           |  |
|                     |          | …        | …        |  |  |       |  |  |          |  |  |           |  |
| …                   |          | …        |          |  |  |       |  |  |          |  |  |           |  |
|                     |          | …        | …        |  |  |       |  |  |          |  |  |           |  |
|                     |          | …        | …        |  |  |       |  |  |          |  |  |           |  |
|                     |          | …        | …        |  |  |       |  |  |          |  |  |           |  |
| Adriano d'Orléans   |          | …        |          |  |  |       |  |  |          |  |  |           |  |
|                     | Huoching | Gotfrido |          |  |  |       |  |  |          |  |  |           |  |
|                     | Huoching | Gotfrido |          |  |  |       |  |  |          |  |  |           |  |
|                     | Huoching | …        |          |  |  |       |  |  |          |  |  |           |  |
| Hnabi               | Huoching |          |          |  |  |       |  |  |          |  |  |           |  |
|                     |          | …        | …        |  |  |       |  |  |          |  |  |           |  |
|                     |          | …        | …        |  |  |       |  |  |          |  |  |           |  |
|                     |          | …        | …        |  |  |       |  |  |          |  |  |           |  |
| Emma d'Alemannia    |          | …        |          |  |  |       |  |  |          |  |  |           |  |
|                     |          | …        | …        |  |  |       |  |  |          |  |  |           |  |
|                     |          | …        | …        |  |  |       |  |  |          |  |  |           |  |
|                     |          | …        | …        |  |  |       |  |  |          |  |  |           |  |
| …                   |          | …        |          |  |  |       |  |  |          |  |  |           |  |
|                     |          | …        | …        |  |  |       |  |  |          |  |  |           |  |
|                     |          | …        | …        |  |  |       |  |  |          |  |  |           |  |
|                     |          | …        | …        |  |  |       |  |  |          |  |  |           |  |
|                     |          | …        |          |  |  |       |  |  |          |  |  |           |  |

### Fonti primarie
- (LA) Monumenta Germaniae Historica, tomus II. URL consultato il 1º marzo 2020 (archiviato dall'url originale il 5 agosto 2016)..
- (LA) Monumenta Germaniae Historica, tomus I. URL consultato il 1º marzo 2020 (archiviato dall'url originale il 27 agosto 2011)..
- (LA) Codex Laureshamensis, tomus II..

### Letteratura storiografica
- Gerhard Seeliger, "Conquiste e incoronazione a imperatore di Carlomagno", cap. XII, vol. II (L'espansione islamica e la nascita dell'Europa feudale) della Storia del Mondo Medievale, pp. 358–396.
- Gerhard Seeliger, "Legislazione e governo di Carlomagno", cap. XIV, vol. II (L'espansione islamica e la nascita dell'Europa feudale) della Storia del Mondo Medievale, pp. 422–455.
- René Poupardin, Ludovico il Pio, in «Storia del mondo medievale», vol. II, 1999, pp. 558–582